# Jesper Nielsen

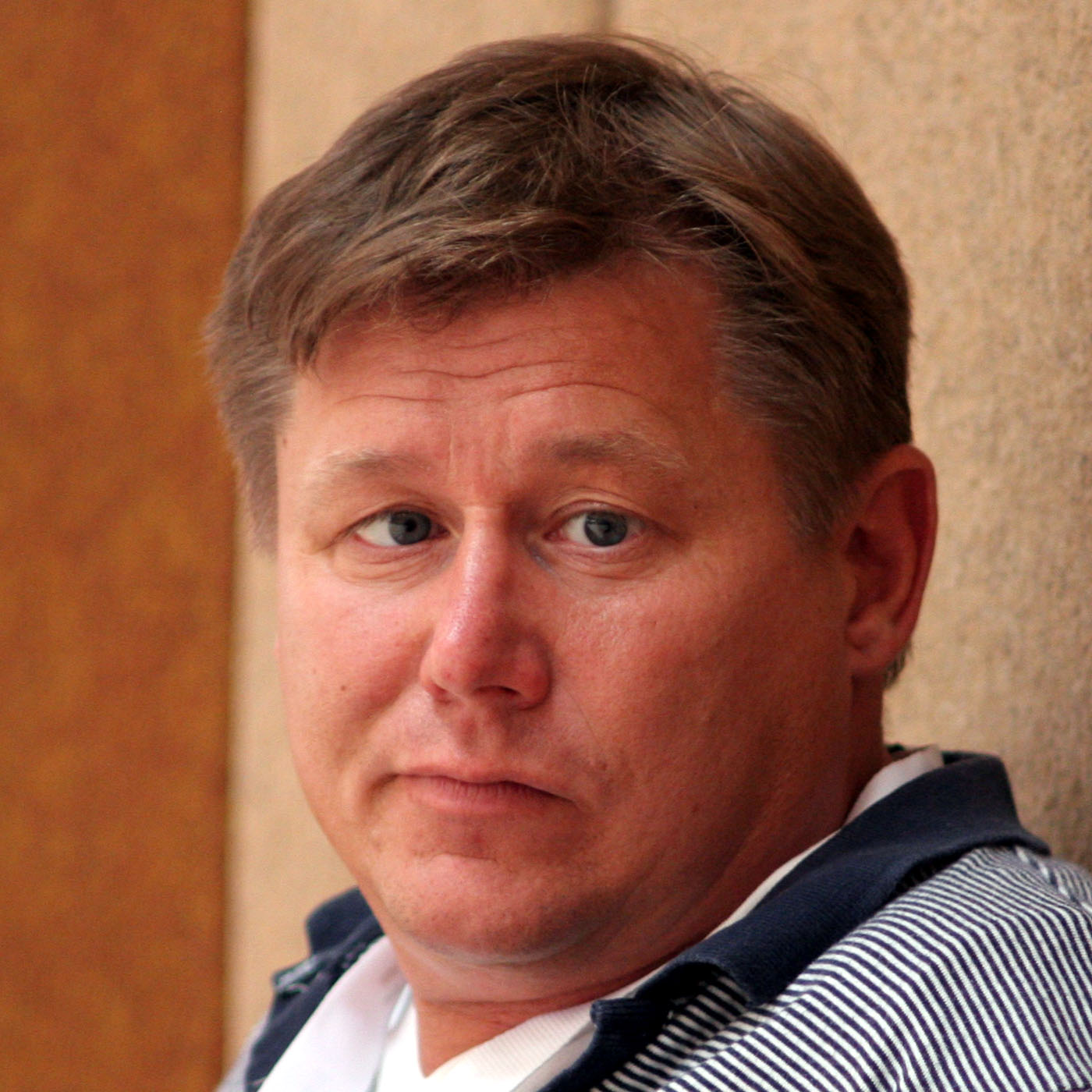
Jesper Nielsen im August 2011

Jesper Laustrup Nielsen, auch Kasi-Jesper genannt, (* 15. Mai 1969 in Albertslund-Glostrup, Dänemark) ist ein dänischer Unternehmer und Handballmäzen.

## Karriere und Aktivitäten
Bis 2003 arbeitete Nielsen als Manager von Tankstellen und Discountern in Vororten von Kopenhagen. Von einem Freund inspiriert begann er 2003 in Deutschland mit dem Verkauf von italienischem Modeschmuck von Vero Firenze. Nielsen gründete 2003 das Familienunternehmen KasiGroup A/S. 2005 erhielt er die Exklusivrechte zum Verkauf des Modeschmucks der dänischen Firma Pandora im deutschsprachigen Raum. Im Geschäftsjahr 2004/2005 erzielte die KasiGroup einen Umsatz von 20 Millionen und einen Gewinn von 1,3 Millionen DKK. Zwei Jahre später betrug der Umsatz bereits 190 Mio. DKK und der Gewinn 17 Mio. DKK. 2008 waren es 500 Mio. DKK Umsatz und 51 Mio. DKK Gewinn. 2009 lag der Umsatz bei etwa 100 Mio. €.
2010 gründete die KasiGroup mit Pandora die Pandora Jewelry GmbH, die zu 51 % der dänischen Holdinggesellschaft, der Pandora Jewelry Central Western Europe A/S und zu 49 % der KasiGroup gehört. Jesper Nielsen wurde CEO dieser Gesellschaft. Das Unternehmen beschäftigt mehr als 200 Mitarbeiter an den Standorten Glostrup und Hamburg. In der KasiGroup beschäftigte Nielsen 2009 etwa 400 Mitarbeiter. 2013 gründete Nielsen mit seiner Familie die Schmuckmarke Endless Jewelry.
Überregional bekannt wurde Nielsen durch sein Sportsponsoring. Er sponserte unter anderem den Fußballverein Brøndby IF und die beiden Handballvereine Rhein-Neckar Löwen und AG København. Bei Glostrup Håndbold spielte Nielsen als Rückraumspieler auf der halblinken Position und in der Mitte. 15 Jahre war er für den Verein aktiv und spielte mit ihm in der dritten dänischen Liga. Mit Hilfe seines Sponsorings kam der Verein aus der fünften Spielklasse zurück in die dritte Liga. Bei den Rhein-Neckar Löwen war er bis 2011 Gesellschafter. Sein dortiges Engagement ließ zum Ende der Spielzeit 2010/2011 deutlich nach, wohingegen er sein Engagement für AG København deutlich erhöhte. Die KasiGroup besitzt 40 % der Anteile am Verein. Die beiden isländischen Nationalspieler Ólafur Stefánsson und Guðjón Valur Sigurðsson transferierte er von Mannheim nach Kopenhagen. Seine Personalpolitik bei den Rhein-Neckar Löwen wurde von verschiedenen Seiten kritisiert. In die 2009 erhobenen Betrugsvorwürfe gegen Uwe Schwenker und Zvonimir Serdarušić vom THW Kiel war Nielsen maßgeblich verwickelt. Ursprünglich wollte Nielsen den THW Kiel sponsern, konnte sich aber nicht gegen den Kieler Hauptsponsor Provinzial durchsetzen. Die Rhein-Neckar Löwen waren für ihn „nur zweite Wahl“.
Am 13. Juli 2012 trat Nielsen von seinem Amt als Präsident von AG København zurück. Er kündigte auch den Verkauf seiner Anteile an dem Kopenhagener Verein an. Als Grund gab er eine „Medienhetze“, speziell von der dänischen Boulevardzeitung Ekstra Bladet an, die zuvor über einen eventuell drohenden Konkurs der KasiGroup berichtete.
Jesper Nielsens Mutter, Dorothy Nielsen, und seine Schwester Annette Laustrup Nielsen sind beide Mitgesellschafter der KasiGroup.